# 君の名は希望
『君の名は希望』（きみのなはきぼう）は、日本の女性アイドルグループ乃木坂46の楽曲。2013年3月13日に乃木坂46の5作目のシングルとしてN46Div.から発売された。秋元康が作詞、杉山勝彦が前作に引き続き作曲した。楽曲のセンターポジションは生駒里奈が務めた。第66回NHK紅白歌合戦歌唱曲。

## 概要
DVD付属のType-A・B・C、CDのみの通常盤の4形態で発売。
表題曲「君の名は希望」の歌詞には、前作「制服のマネキン」と同じ「ボール」という単語が登場し、そのボールを拾おうとする「僕」の存在に「君」が気づくことによってグラウンドに陽が差し、透明人間だった「僕」に初めて影ができる。林修によれば、この時、ひとりの少年のなかに自我の目覚めが起きている。その変化は「僕が君を初めて意識したのは 去年の6月 夏の服に着替えた頃」という冒頭の歌詞によって暗示されている。
作詞した秋元康は、2018年4月22日に開催された「生駒里奈 卒業コンサート」でデビューから本作まで5作連続でセンターポジションを担い心身ともに疲れ果てているだろう生駒を乃木坂の希望であるとイメージして書いたと明かした。
同曲は「乃木坂46の代表曲」「乃木坂46を定義づけた曲」とも称され、そのような意向はメンバーがデモテープを聴かされた時からあった。楽曲は、杉山勝彦が風呂上がりにボイスメモに入れていたAメロの先を作曲していた頃に思い出し、その音がグループのお嬢様感、上品さ、透明感と合っていたことから、アイドル用に16ビートを8ビートに変更、BPM140ほどで鳴らしたことによって誕生した。その後、秋元と何度もやりとりを交わし「駆け上がりを軽快にしてほしい」「ピアノを優しい音色に」という注文を受けて完成した。本曲は「Aメロ→Bメロ→Aメロ→サビ→Aメロ→Bメロ→Aメロ→サビ」という複雑な大ロンド形式の構成を持つが、主旋律はピアノ一本で成立するうえ、ユニゾン歌唱が活きる合唱向きの歌メロという独特な仕上がりになっている。
シングル表題曲を二作連続で同じ作曲家（杉山）が担当するのは今作が初めて。
同曲は、2015年12月31日に乃木坂46が『第66回NHK紅白歌合戦』に初出場した際の歌唱曲でもある。
2016年3月26日からは、東京メトロ千代田線・乃木坂駅において発車メロディ（発車サイン音）として使用されている。音源は生田絵梨花がピアノで演奏したものを使用している。

## プロモーション
ヒット祈願キャンペーンとして、『乃木坂って、どこ?』で黒ひげ危機一発を一刀目で飛び出させた秋元真夏が、高度4000mからスカイダイビングを行った。

## アートワーク
| Type-A 表 | 生駒里奈・白石麻衣                                                                     |
| Type-A 裏 | 秋元真夏・生田絵梨花・生駒里奈・桜井玲香・白石麻衣・橋本奈々未・星野みなみ・松村沙友理 |
| Type-B 表 | 生田絵梨花・桜井玲香・橋本奈々未                                                       |
| Type-B 裏 | 秋元真夏・生田絵梨花・生駒里奈・桜井玲香・白石麻衣・橋本奈々未・星野みなみ・松村沙友理 |
| Type-C 表 | 秋元真夏・星野みなみ・松村沙友理                                                       |
| Type-C 裏 | 秋元真夏・生田絵梨花・生駒里奈・桜井玲香・白石麻衣・橋本奈々未・星野みなみ・松村沙友理 |
| 通常盤 表 | 秋元真夏・生田絵梨花・生駒里奈・桜井玲香・白石麻衣・橋本奈々未・星野みなみ・松村沙友理 |
| 通常盤 裏 | 伊藤寧々・井上小百合・高山一実・中田花奈・永島聖羅・西野七瀬・深川麻衣・若月佑美       |

CDジャケットのコンセプトは「セルフタイマーで撮影」で、偶然性や意図せぬ表情を写すため、秋元康のアドバイスからセルフタイマーを用いて撮影された。カメラのセルフタイマー機能を使用することによって、撮影時のポーズを決める前の不意の姿をとらえ、メンバーの自然な表情が表れた仕上がりとなった。

## チャート成績
本作は2013年3月25日付のオリコン週間CDシングルランキングで初登場1位を獲得した。同週間ランキングにおける乃木坂46のシングルの1位獲得は「おいでシャンプー」から4作連続となった。初週推定売上は24万2053枚となり、前作「制服のマネキン」が記録した約23万3000枚を上回り、自己最高記録を更新した。

## ミュージック・ビデオ
君の名は希望
監督：山下敦弘
山下敦弘監督によるエチュード式のミュージック・ビデオになっている。背景として、4thシングル「制服のマネキン」のカップリング曲「春のメロディー」のミュージック・ビデオについて秋元康が「今まで見たアイドルのミュージック・ビデオの断片的なものが全部投入されているだけ」と述べ、AKB48を抜くためには同じことをやっていては駄目だとし、ミュージック・ビデオは「見たことのないものを作れ」という課題を提出されたことにより、費用を掛けてもミュージック・ビデオは良いものを作るという秋元康の考えに基づき、映像プロデューサーである金森孝宏が山下敦弘の監督起用を提案した結果、エチュード式のショートバージョンとロングバージョンが制作された。当初、秋元康はロングバージョンを支持していたが、今野義雄が「DANCE & LIP ver.」を追加提案し、合計3つのミュージック・ビデオが制作されるにいたった。
君の名は希望 -DANCE & LIP ver.-
監督：丸山健志、振付：南流石、歌衣装：堀越絹衣
東京都港区の複合施設「TABLOID」で撮影された。なお本バージョンは本作の付属DVDには収録されておらず、『ALL MV COLLECTION〜あの時の彼女たち〜』に収録されている。
シャキイズム
監督：柳沢翔、制服衣装：飯嶋久美子
共学の学校を舞台に、男子生徒に扮した生駒里奈が、風紀委員役の生田絵梨花に勝負を挑み、女生徒役の星野みなみへ思いを伝えようとするストーリーになっている。企画段階において、メンバーが白い学校の校舎をペンキでカラフルに塗りづぶしていくサバイバルゲーム案と、メンバーが日本全国の武闘派の部活に入部して「男らしさ」を学んでいくフェイクドキュメント案の2つがあった。そして、後者の案からメンバーを男装させるアイデアが生まれ完成した。
13日の金曜日
監督：山田篤宏
神奈川県横浜市金沢区の三井アウトレットパーク 横浜ベイサイドで撮影された。フラッシュモブを取り入れており、メンバー自身が曲のイメージに合わせた私服を選んだ。近くでバーゲンセールが行われていたことから、撮影中には多くの人が集まった。
でこぴん
監督：中村太洸
モーションコントロールカメラによって撮影された。何度も同じ場所で、同じような動きをして、それを編集で重ねていくという地道な撮影によって作られた。

## メディアでの使用
君の名は希望
映画『超能力研究部の3人』主題歌。
シャキイズム
『メガシャキ』『ギガシャキ』（ハウス食品）CMソング。

## シングル曲目

### Type-A
| #         | タイトル                                  | 作詞      | 作曲      | 編曲               | 時間  |
| --------- | ----------------------------------------- | --------- | --------- | ------------------ | ----- |
| 1.        | 「君の名は希望」                          | 秋元康    | 杉山勝彦  | 杉山勝彦、有木竜郎 | 5:25  |
| 2.        | 「シャキイズム」                          | 秋元康    | 岡本健介  | 岡本健介           | 4:12  |
| 3.        | 「ロマンティックいか焼き」                | 秋元康    | 横健介    | 重永亮介           | 4:29  |
| 4.        | 「君の名は希望 off vocal ver.」           |           | 杉山勝彦  | 杉山勝彦、有木竜郎 | 5:25  |
| 5.        | 「シャキイズム off vocal ver.」           |           | 岡本健介  | 岡本健介           | 4:12  |
| 6.        | 「ロマンティックいか焼き off vocal ver.」 |           | 横健介    | 重永亮介           | 4:28  |
| 合計時間: | 合計時間:                                 | 合計時間: | 合計時間: | 合計時間:          | 28:11 |

| #         | タイトル                     | 作詞      | 作曲・編曲 | 監督       | 時間  |
| --------- | ---------------------------- | --------- | ---------- | ---------- | ----- |
| 1.        | 「君の名は希望 MUSIC VIDEO」 |           |            | 山下敦弘   | 25:13 |
| 2.        | 「シャキイズム MUSIC VIDEO」 |           |            | 柳沢翔     | 5:30  |
| 3.        | 「生駒里奈×関和亮」          |           |            | 関和亮     | 2:34  |
| 4.        | 「市來玲奈×山岸聖太」        |           |            | 山岸聖太   | 5:06  |
| 5.        | 「伊藤寧々×山本ワタル」      |           |            | 山本ワタル | 3:21  |
| 6.        | 「伊藤万理華×福島真希」      |           |            | 福島真希   | 5:07  |
| 7.        | 「衛藤美彩×畔柳恵輔」        |           |            | 畔柳恵輔   | 5:02  |
| 8.        | 「川後陽菜×佐藤有一郎」      |           |            | 佐藤有一郎 | 5:06  |
| 9.        | 「白石麻衣×森田一平」        |           |            | 森田一平   | 3:00  |
| 10.       | 「高山一実×金子茂樹」        |           |            | 金子茂樹   | 3:13  |
| 11.       | 「樋口日奈×洞内広樹」        |           |            | 洞内広樹   | 5:06  |
| 12.       | 「宮澤成良×森田亮」          |           |            | 森田亮     | 3:23  |
| 13.       | 「若月佑美×内村宏幸」        |           |            | 内村宏幸   | 7:06  |
| 合計時間: | 合計時間:                    | 合計時間: | 78:47      |            |       |

### Type-B
| #         | タイトル                        | 作詞      | 作曲         | 編曲               | 時間  |
| --------- | ------------------------------- | --------- | ------------ | ------------------ | ----- |
| 1.        | 「君の名は希望」                | 秋元康    | 杉山勝彦     | 杉山勝彦、有木竜郎 | 5:25  |
| 2.        | 「シャキイズム」                | 秋元康    | 岡本健介     | 岡本健介           | 4:12  |
| 3.        | 「13日の金曜日」                | 秋元康    | 網本ナオノブ | 湯浅篤             | 3:42  |
| 4.        | 「君の名は希望 off vocal ver.」 |           | 杉山勝彦     | 杉山勝彦、有木竜郎 | 5:25  |
| 5.        | 「シャキイズム off vocal ver.」 |           | 岡本健介     | 岡本健介           | 4:12  |
| 6.        | 「13日の金曜日 off vocal ver.」 |           | 網本ナオノブ | 湯浅篤             | 3:41  |
| 合計時間: | 合計時間:                       | 合計時間: | 合計時間:    | 合計時間:          | 26:37 |

| #         | タイトル                                | 作詞      | 作曲・編曲 | 監督                     | 時間  |
| --------- | --------------------------------------- | --------- | ---------- | ------------------------ | ----- |
| 1.        | 「君の名は希望 MUSIC VIDEO」            |           |            | 山下敦弘                 | 25:13 |
| 2.        | 「13日の金曜日 MUSIC VIDEO」            |           |            | 山田篤宏                 | 5:22  |
| 3.        | 「生田絵梨花×青山裕企」                 |           |            | 青山裕企                 | 5:02  |
| 4.        | 「井上小百合×栢菅翼」                   |           |            | 栢菅翼                   | 3:11  |
| 5.        | 「柏幸奈×池田一真」                     |           |            | 池田一真                 | 4:53  |
| 6.        | 「齋藤飛鳥×萩生田宏治」                 |           |            | 萩生田宏治               | 5:05  |
| 7.        | 「斎藤ちはる×大橋祥正」                 |           |            | 大橋祥正                 | 5:07  |
| 8.        | 「斉藤優里×高野千紗」                   |           |            | 高野千紗                 | 5:05  |
| 9.        | 「桜井玲香×中村太洸」                   |           |            | 中村太洸                 | 3:52  |
| 10.       | 「永島聖羅×水元泰嗣」                   |           |            | 水元泰嗣                 | 3:37  |
| 11.       | 「橋本奈々未×湯浅弘章」                 |           |            | 湯浅弘章                 | 5:05  |
| 12.       | 「深川麻衣×岡川太郎」                   |           |            | 岡川太郎                 | 3:52  |
| 13.       | 「和田まあや×石井貴英＋KAI（Tangent）」 |           |            | 石井貴英＋KAI（Tangent） | 5:04  |
| 合計時間: | 合計時間:                               | 合計時間: | 80:28      |                          |       |

### Type-C
| #         | タイトル                        | 作詞      | 作曲      | 編曲               | 時間  |
| --------- | ------------------------------- | --------- | --------- | ------------------ | ----- |
| 1.        | 「君の名は希望」                | 秋元康    | 杉山勝彦  | 杉山勝彦、有木竜郎 | 5:25  |
| 2.        | 「シャキイズム」                | 秋元康    | 岡本健介  | 岡本健介           | 4:12  |
| 3.        | 「でこぴん」                    | 秋元康    | 中土智博  | 中土智博           | 4:42  |
| 4.        | 「君の名は希望 off vocal ver.」 |           | 杉山勝彦  | 杉山勝彦、有木竜郎 | 5:25  |
| 5.        | 「シャキイズム off vocal ver.」 |           | 岡本健介  | 岡本健介           | 4:12  |
| 6.        | 「でこぴん off vocal ver.」     |           | 中土智博  | 中土智博           | 4:41  |
| 合計時間: | 合計時間:                       | 合計時間: | 合計時間: | 合計時間:          | 28:37 |

| #         | タイトル                      | 作詞      | 作曲・編曲 | 監督             | 時間  |
| --------- | ----------------------------- | --------- | ---------- | ---------------- | ----- |
| 1.        | 「君の名は希望 MUSIC VIDEO」  |           |            | 山下敦弘         | 25:13 |
| 2.        | 「でこぴん MUSIC VIDEO」      |           |            | 中村太洸         | 4:54  |
| 3.        | 「秋元真夏×フラッシュハリー」 |           |            | フラッシュハリー | 3:05  |
| 4.        | 「安藤美雲×北島武樹」         |           |            | 北島武樹         | 5:04  |
| 5.        | 「川村真洋×奥平功」           |           |            | 奥平功           | 2:52  |
| 6.        | 「中田花奈×近藤大介」         |           |            | 近藤大介         | 5:02  |
| 7.        | 「中元日芽香×福居英晃」       |           |            | 福居英晃         | 3:18  |
| 8.        | 「西野七瀬×守屋文雄」         |           |            | 守屋文雄         | 5:55  |
| 9.        | 「能條愛未×長尾真」           |           |            | 長尾真           | 5:58  |
| 10.       | 「畠中清羅×戸塚富士丸」       |           |            | 戸塚富士丸       | 4:07  |
| 11.       | 「星野みなみ×林隆行」         |           |            | 林隆行           | 5:05  |
| 12.       | 「松村沙友理×津田大介」       |           |            | 津田大介         | 4:54  |
| 13.       | 「大和里菜×村山和也」         |           |            | 村山和也         | 5:50  |
| 合計時間: | 合計時間:                     | 合計時間: | 81:17      |                  |       |

### 通常盤
| #         | タイトル                                  | 作詞      | 作曲                   | 編曲               | 時間  |
| --------- | ----------------------------------------- | --------- | ---------------------- | ------------------ | ----- |
| 1.        | 「君の名は希望」                          | 秋元康    | 杉山勝彦               | 杉山勝彦、有木竜郎 | 5:25  |
| 2.        | 「シャキイズム」                          | 秋元康    | 岡本健介               | 岡本健介           | 4:12  |
| 3.        | 「サイコキネシスの可能性」                | 秋元康    | 杉山勝彦、小倉しんこう | 京田誠一           | 4:00  |
| 4.        | 「君の名は希望 off vocal ver.」           |           | 杉山勝彦               | 杉山勝彦、有木竜郎 | 5:25  |
| 5.        | 「シャキイズム off vocal ver.」           |           | 岡本健介               | 岡本健介           | 4:12  |
| 6.        | 「サイコキネシスの可能性 off vocal ver.」 |           | 杉山勝彦、小倉しんこう | 京田誠一           | 3:59  |
| 合計時間: | 合計時間:                                 | 合計時間: | 合計時間:              | 合計時間:          | 27:13 |

## 歌唱メンバー

### 君の名は希望
（センター：生駒里奈）
- 3列目：伊藤寧々、中田花奈、井上小百合、西野七瀬、若月佑美、深川麻衣、永島聖羅、高山一実[53]
- 2列目：桜井玲香、橋本奈々未、白石麻衣、松村沙友理、秋元真夏[53]
- 1列目：生田絵梨花、生駒里奈、星野みなみ[53]

八福神は秋元真夏、生田絵梨花、生駒里奈、桜井玲香、白石麻衣、橋本奈々未、星野みなみ、松村沙友理。永島聖羅、伊藤寧々が初の選抜入りをした。中田花奈は3rdシングル「走れ!Bicycle」以来7か月ぶりに選抜へ復帰した。前作の選抜メンバーだった市來玲奈、齋藤飛鳥、能條愛未は選抜から外れた。

### シャキイズム
（センター：生駒里奈・星野みなみ）
- 秋元真夏、生田絵梨花、生駒里奈、伊藤寧々、井上小百合、桜井玲香、白石麻衣、高山一実、中田花奈、永島聖羅、西野七瀬、橋本奈々未、深川麻衣、星野みなみ、松村沙友理、若月佑美[20]

歌唱メンバーは、表題曲の選抜メンバーと同じ。

### ロマンティックいか焼き
- 秋元真夏、生田絵梨花、生駒里奈、伊藤寧々、井上小百合、桜井玲香、白石麻衣、高山一実、中田花奈、永島聖羅、西野七瀬、橋本奈々未、深川麻衣、星野みなみ、松村沙友理、若月佑美[20]

歌唱メンバーは、表題曲の選抜メンバーと同じ。

### 13日の金曜日
（センター：斉藤優里）
- 安藤美雲、市來玲奈、伊藤万理華、衛藤美彩、柏幸奈、川後陽菜、川村真洋、齋藤飛鳥、斎藤ちはる、斉藤優里、中元日芽香、能條愛未、畠中清羅、樋口日奈、宮澤成良、大和里菜、和田まあや[33]

アンダーメンバーによる楽曲。

### でこぴん
- 白石麻衣、高山一実、橋本奈々未、深川麻衣、松村沙友理[34]

### サイコキネシスの可能性
（センター：桜井玲香・西野七瀬）
- 秋元真夏、伊藤寧々、井上小百合、桜井玲香、中田花奈、永島聖羅、西野七瀬、若月佑美[35]